# Anisacate
Genre
Anisacate est un genre d'araignées aranéomorphes de la famille des Macrobunidae.

## Distribution
Les espèces de ce genre se rencontrent en Argentine, au Chili et aux îles Malouines.

## Liste des espèces
Selon World Spider Catalog (version 25.0, 06/03/2024) :
- Anisacate fragile Mello-Leitão, 1941
- Anisacate fuegianum (Simon, 1884)
- Anisacate tigrinum (Mello-Leitão, 1941)

## Systématique et taxinomie
Ce genre a été décrit par Mello-Leitão en 1941 dans les Dictynidae. Il est placé dans les Amaurobiidae par Lehtinen en 1967 puis dans les Macrobunidae par Gorneau, Crews, Cala-Riquelme, Montana, Spagna, Ballarin, Almeida-Silva et Esposito en 2023.

## Publication originale
- Mello-Leitão, 1941 : « Las arañas de Córdoba, La Rioja, Catamarca, Tucumán, Salta y Jujuy colectadas por los Profesores Birabén. » Revista del Museo de La Plata, N.S., Zoología, vol. 2, p. 99-198.